# Horova (Brno)
Horova je ulice v Brně, v městské části Žabovřesky. Spolu s Minskou ulicí představuje její východo-západní osu, která na východě navazuje na ulici Veveří vedoucí z historického centra Brna. Na západě je zakončena Rosického náměstím. V místech, kde Horova ulice navazuje na Minskou, je Burianovo náměstí s kaplí svatého Václava.

## Historie
Ulice vznikla v trase staré cesty vedoucí z Brna do Žabovřesk a dále (ulicí Štursovou) do Komína, Bystrce a k hradu Veveří. Když byl roku 1784 zrušen vrchnostenský dvůr v Žabovřeskách, jeho pozemky byly rozparcelovány a při raabizaci tak vznikla ves Vinohrádky (německy Weinberg). Její oboustranná ulicová zástavba podél cesty začínala na západě poblíž původní žabovřeské návsi, dnešního Rosického náměstí. Na východě byla ukončena v prostoru dnešního Burianova náměstí, čímž byl dán základ současné Horovy ulice. Ves Vinohrádky se roku 1843 stala součástí Žabovřesk.
V roce 1907, kdy ulice získala jméno, se skládala ze dvou částí, samostatně pojmenovaných Vinohrádky a U školky. K 29. červnu 1916 byla spojena do jedné a pojmenovana po tehdejším arcivévodovi Karlu Františkovi (německy Erzherzog-Karl-Franz-Gasse). Od konce roku 1918 nesla jméno Masarykova, za německé okupace však byla v roce 1939 přejmenována na U školy, což jí vydrželo do září 1946. Od té doby nese název Horova po básníkovi Josefu Horovi.

## Doprava
Kromě významného automobilového provozu vede ulicí od roku 1927 tramvajová trať z centra města směrem k vozovně Komín a dále do Bystrce (linky 3 a 11). Zhruba ve třetině ulici přetíná viadukt ulice Žabovřeská, která je součástí velkého městského okruhu. Nedaleko, u křižovatky s Kallabovou ulicí, je zastávka MHD Mozolky. Další zastávky jsou pak na koncových náměstích – Burianově a Rosického.

## Stavby

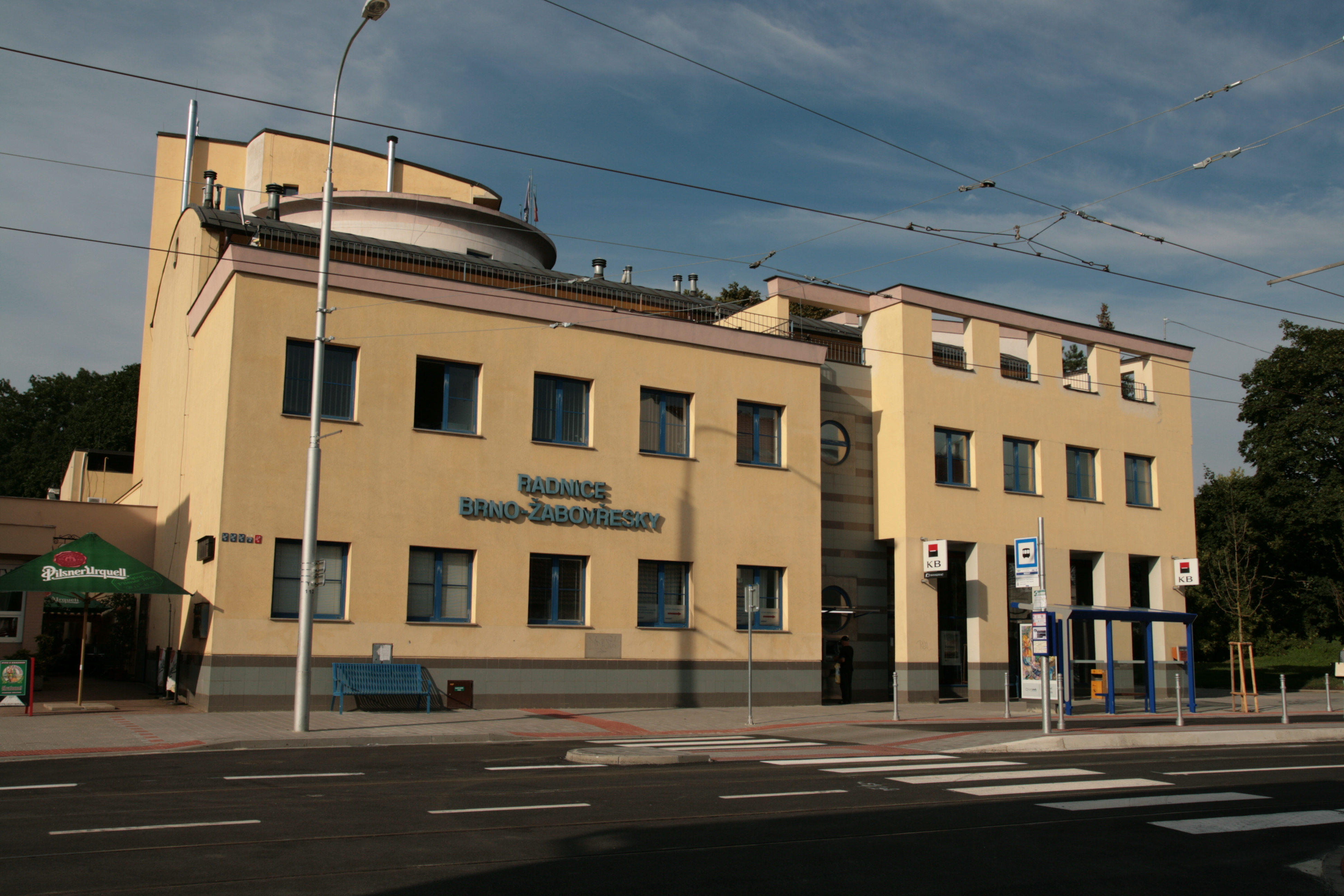
Žabovřeská radnice u zastávky Mozolky

U zastávky městské hromadné dopravy Mozolky stojí úřad městské části Brno-Žabovřesky, žlutá budova nové radnice postavené v letech 1993–1994 v postmoderním stylu s dominantní eliptickou věží od architekta Radka Květa a spolupracovníků. V letech 1903 až 1992 na této adrese (dnešní Horova 28) sídlila mateřská škola, po níž ulice zprvu nesla název. 
Vedle na budovu navazuje někdejší zájezdní hostinec, od desátých let 20. století hotel Kozák. K Žabovřeské z druhé strany přiléhá na adrese Horova 18a také tenisová a badmintonová hala.
Na konci ulice u Rosického náměstí byla roku 1888 postavena obecná škola (dům Horova 77), která zde fungovala do roku 1976 (viz i dřívější název ulice), dnes je v budově odbor pečovatelské služby ÚMČ Brno-Žabovřesky.